# Fußball-Club St. Pauli von 1910 2004-2005
Questa voce raccoglie le informazioni riguardanti il Fußball-Club St. Pauli von 1910 nelle competizioni ufficiali della stagione 2004-2005.

## Stagione
Nella stagione 2004-2005 il St. Pauli, allenato da Andreas Bergmann, concluse il campionato di Regionalliga nord al 7º posto. In Coppa di Germania il St. Pauli fu eliminato al primo turno dall'Energie Cottbus.

## Rosa
| N. |                                | Ruolo | Calciatore            |
| -- | ------------------------------ | ----- | --------------------- |
| 1  | Germania (bandiera)            | P     | Achim Hollerieth      |
| 2  | Germania (bandiera)            | D     | Florian Lechner       |
| 3  | Croazia (bandiera)             | C     | Marinko Miletic       |
| 4  | Germania (bandiera)            | D     | Fabio Morena          |
| 5  | Germania (bandiera)            | C     | Hauke Brückner        |
| 6  | RD del Congo (bandiera)        | C     | Michél Mazingu-Dinzey |
| 7  | Germania (bandiera)            | C     | Andreas Mayer         |
| 9  | Germania (bandiera)            | A     | Rico Hanke            |
| 10 | Serbia e Montenegro (bandiera) | C     | Ifet Taljević         |
| 11 | Germania (bandiera)            | A     | Philip Albrecht       |
| 12 | Curaçao (bandiera)             | A     | Rocky Siberie         |
| 13 | Romania (bandiera)             | A     | Cosmin Uilacan        |
| 14 | Germania (bandiera)            | D     | Marcel Eger           |
| 15 | Nigeria (bandiera)             | A     | Festus Agu            |
| 16 | Germania (bandiera)            | C     | Heiko Ansorge         |
| 17 | Germania (bandiera)            | C     | Fabian Boll           |

| N. |                     | Ruolo | Calciatore        |
| -- | ------------------- | ----- | ----------------- |
| 18 | Germania (bandiera) | C     | Mathias Hinzmann  |
| 19 | Polonia (bandiera)  | A     | Sebastian Wojcik  |
| 20 | Germania (bandiera) | P     | Frank Dröge       |
| 22 | Francia (bandiera)  | C     | Mourad Bounoua    |
| 23 | Germania (bandiera) | C     | Benjamin Adrion   |
| 24 | Germania (bandiera) | C     | Marc Nielsen      |
| 25 | Germania (bandiera) | C     | Marius Flatken    |
| 26 | Germania (bandiera) | D     | Ralph Gunesch     |
| 27 | Albania (bandiera)  | A     | Jeton Arifi       |
| 28 | Turchia (bandiera)  | A     | Yusuf Akbel       |
| 29 | Nigeria (bandiera)  | A     | Femi Smith        |
| 31 | Germania (bandiera) | P     | Benedikt Pliquett |
| 33 | Croazia (bandiera)  | D     | Robert Palikuca   |
| 40 | Germania (bandiera) | D     | André Trulsen     |
|    | Germania (bandiera) | D     | Michael Hempen    |

## Organigramma societario
Area tecnica
- Allenatore: Andreas Bergmann
- Allenatore in seconda: André Trulsen
- Preparatore dei portieri:
- Preparatori atletici:
- Analisi video:

## Calciomercato

### Sessione estiva
| Acquisti | Acquisti              | Acquisti               | Acquisti |
| R.       | Nome                  | da                     | Modalità |
| -------- | --------------------- | ---------------------- | -------- |
| A        | Rocky Siberie         | Cambuur                |          |
| C        | Benjamin Adrion       | Eintracht Braunschweig |          |
| A        | Jeton Arifi           | St. Pauli U19          |          |
| D        | Marcel Eger           | Feucht                 |          |
| D        | Florian Lechner       | Stoccarda II           |          |
| C        | Michél Mazingu-Dinzey | Eintracht Braunschweig |          |
| P        | Benedikt Pliquett     | Lubecca II             |          |
| A        | Femi Smith            | Meiendorfer SV         |          |
| C        | Ifet Taljević         | Chemnitz               |          |
| A        | Sebastian Wojcik      | Holstein Kiel          |          |

| Cessioni | Cessioni         | Cessioni          | Cessioni |
| R.       | Nome             | a                 | Modalità |
| -------- | ---------------- | ----------------- | -------- |
| A        | Bertrand Bingana | Wolfsburg II      |          |
| D        | Marco Gruszka    | Hammer            |          |
| C        | Willem Hupkes    | St. Pauli II      |          |
| D        | Jens Matthies    | Siegen            |          |
| C        | Patrick Mölzl    | Augusta           |          |
| A        | Audenzio Musci   | Oberneuland       |          |
| A        | Henry Nwosu      | GAS Veria         |          |
| C        | Daniel Sager     | Kickers Stoccarda |          |
| A        | Cosmin Uilacan   | St. Pauli II      |          |

## Risultati

### Regionalliga

#### Girone di andata
| Arbitro: | Gräfe |

|  |           |                    |
|  | Marcatori | 52’ Mazingu-Dinzey |

| Arbitro: | Fischer |

|           |           |           |
| Mayer 27’ | Marcatori | 67’ Würll |

| Arbitro: | Kinhöfer |

|                         |           |                    |
| Bröker 12’ Federico 16’ | Marcatori | 21’ Mazingu-Dinzey |

| Arbitro: | Hoyzer |

|                |           |                                         |
| Wojcik 3’, 24’ | Marcatori | 52’ Reichenberger 68’, 79’ (rig.) Joppe |

| Arbitro: | Meyer |

|              |           |  |
| Kučuković 2’ | Marcatori |  |

| 28 agosto 2004 6ª giornata |  | – turno di riposo |  |  |

| Arbitro: | Weiner |

|             |           |  |
| Bounoua 70’ | Marcatori |  |

| Arbitro: | Schriever |

|  |           |                                       |
|  | Marcatori | 21’ Wojcik 70’ Mazingu-Dinzey 90’ Agu |

| Arbitro: | Metzen |

|                      |           |             |
| Gunesch 47’ Boll 59’ | Marcatori | 18’ Schmidt |

| Arbitro: | Bippen |

|                      |           |          |
| Steegmann 40’ (rig.) | Marcatori | 53’ Boll |

| Arbitro: | Joerend |

|                               |           |              |
| Mazingu-Dinzey 10’ Wojcik 23’ | Marcatori | 87’ Lambertz |

| Arbitro: | Kasper |

|                     |           |  |
| Kampf 49’ Doğan 90’ | Marcatori |  |

| Amburgo 15 ottobre 2004, ore 19:30 CEST 13ª giornata | St. Pauli | 0 – 0 referto | Chemnitz | Millerntor-Stadion (15 762 spett.)\| Arbitro: \| Otte \| |
| Arbitro:                                             | Otte      |               |          |                                                          |

| Arbitro: | Schempershauwe |

|                               |           |                    |
| Heidenreich 82’ Stallbaum 84’ | Marcatori | 76’ Wojcik 87’ Agu |

| Arbitro: | Kuhl |

|                                  |           |                  |
| Akbel 37’ Morena 41’ Bounoua 76’ | Marcatori | 25’, 55’ Fischer |

| Arbitro: | Gagelmann |

|          |           |  |
| Bick 75’ | Marcatori |  |

| Arbitro: | Rosenkranz |

|                               |           |             |
| Mazingu-Dinzey 52’ Wojcik 75’ | Marcatori | 80’ Fischer |

| Arbitro: | Otte |

|          |           |  |
| Heun 90’ | Marcatori |  |

| Arbitro: | Frank |

|         |           |             |
| Boll 4’ | Marcatori | 32’ Dejagah |

#### Girone di ritorno
| Arbitro: | Bornhorst |

|              |           |               |
| Palikuca 16’ | Marcatori | 77’ Ebersbach |

| Arbitro: | Kinhöfer |

|  |           |                               |
|  | Marcatori | 24’ Mazingu-Dinzey 59’ Wojcik |

| Arbitro: | Rosenkranz |

|                     |           |  |
| Wojcik 15’ Boll 41’ | Marcatori |  |

| Arbitro: | Fischer |

|                        |           |                             |
| Joppe 33’ Feldhoff 56’ | Marcatori | 2’ (rig.) Bounoua 57’ Arifi |

| Arbitro: | Henschel |

|            |           |  |
| Wojcik 23’ | Marcatori |  |

| 12 marzo 2005 25ª giornata |  | – turno di riposo |  |  |

| Berlino 18 marzo 2005, ore 19:30 CET 26ª giornata | Union Berlino | 0 – 0 referto | St. Pauli | Stadio An der Alten Försterei (8 749 spett.)\| Arbitro: \| Kuhl \| |
| Arbitro:                                          | Kuhl          |               |           |                                                                    |

| Arbitro: | Stachowiak |

|           |           |  |
| Arifi 39’ | Marcatori |  |

| Arbitro: | Melms |

|          |           |                                         |
| Loose 4’ | Marcatori | 28’ Eger 31’ Wojcik 38’ Mayer 75’ Arifi |

| Amburgo 1º aprile 2005, ore 19:30 CEST 29ª giornata | St. Pauli | 0 – 0 referto | Borussia Dortmund II | Millerntor-Stadion (16 585 spett.)\| Arbitro: \| Kasper \| |
| Arbitro:                                            | Kasper    |               |                      |                                                            |

| Arbitro: | Kemmling |

|                                     |           |  |
| Podszus 22’ Policella 29’ Mayer 83’ | Marcatori |  |

| Arbitro: | Steinhaus-Webb |

|              |           |                   |
| Palikuca 77’ | Marcatori | 45’ (rig.) Kullig |

| Arbitro: | Borsch |

|                                 |           |  |
| Devoli 13’ Schindler 66’ (rig.) | Marcatori |  |

| Arbitro: | Bippen |

|  |           |                  |
|  | Marcatori | 57’ (rig.) Stier |

| Arbitro: | Henschel |

|                      |           |  |
| Milde 56’ Seidel 67’ | Marcatori |  |

| Arbitro: | Gagelmann |

|                       |           |          |
| Arifi 45’ Bounoua 83’ | Marcatori | 80’ Kuru |

| Arbitro: | Joerend |

|                    |           |                       |
| Biran 51’ Luft 89’ | Marcatori | 28’ Siberie 41’ Hanke |

| Arbitro: | Kuhl |

|                       |           |                    |
| Arifi 20’ Gunesch 58’ | Marcatori | 6’, 22’ Cannizzaro |

| Arbitro: | Steinhaus-Webb |

|             |           |             |
| Schmidt 83’ | Marcatori | 63’ Uilacan |

### Coppa di Germania
| Arbitro: | Gagelmann |

|                  |           |                                  |
| Nikol 10’ (aut.) | Marcatori | 26’ Hyský 33’ Thurk 77’ Iordache |

## Statistiche

### Statistiche di squadra
| Competizione      | Punti | In casa | In casa | In casa | In casa | In casa | In casa | In trasferta | In trasferta | In trasferta | In trasferta | In trasferta | In trasferta | Totale | Totale | Totale | Totale | Totale | Totale | DR |
| Competizione      | Punti | G       | V       | N       | P       | Gf      | Gs      | G            | V            | N            | P            | Gf           | Gs           | G      | V      | N      | P      | Gf     | Gs     | DR |
| ----------------- | ----- | ------- | ------- | ------- | ------- | ------- | ------- | ------------ | ------------ | ------------ | ------------ | ------------ | ------------ | ------ | ------ | ------ | ------ | ------ | ------ | -- |
| Regionalliga nord | 52    | 18      | 9       | 7       | 2       | 24      | 16      | 18           | 4            | 6            | 8            | 19           | 23           | 36     | 13     | 13     | 10     | 43     | 39     | +4 |
| Coppa di Germania | -     | 1       | 0       | 0       | 1       | 1       | 3       | 0            | 0            | 0            | 0            | 0            | 0            | 1      | 0      | 0      | 1      | 1      | 3      | -2 |
| Totale            | 52    | 19      | 9       | 7       | 3       | 25      | 19      | 18           | 4            | 6            | 8            | 19           | 23           | 37     | 13     | 13     | 11     | 44     | 42     | +2 |

### Andamento in campionato
| Giornata  | 1 | 2 | 3 | 4  | 5  | 6  | 7  | 8  | 9 | 10 | 11 | 12 | 13 | 14 | 15 | 16 | 17 | 18 | 19 | 20 | 21 | 22 | 23 | 24 | 25 | 26 | 27 | 28 | 29 | 30 | 31 | 32 | 33 | 34 | 35 | 36 | 37 | 38 |
| --------- | - | - | - | -- | -- | -- | -- | -- | - | -- | -- | -- | -- | -- | -- | -- | -- | -- | -- | -- | -- | -- | -- | -- | -- | -- | -- | -- | -- | -- | -- | -- | -- | -- | -- | -- | -- | -- |
| Luogo     | T | C | T | C  | T  |    | C  | T  | C | T  | C  | T  | C  | T  | C  | T  | C  | T  | C  | C  | T  | C  | T  | C  |    | T  | C  | T  | C  | T  | C  | T  | C  | T  | C  | T  | C  | T  |
| Risultato | V | N | P | P  | P  |    | V  | V  | V | N  | V  | P  | N  | N  | V  | P  | V  | P  | N  | N  | V  | V  | N  | V  |    | N  | V  | V  | N  | P  | N  | P  | P  | P  | V  | N  | N  | N  |
| Posizione | 3 | 6 | 9 | 13 | 15 | 15 | 15 | 10 | 8 | 8  | 6  | 9  | 9  | 10 | 9  | 10 | 8  | 9  | 9  | 9  | 7  | 7  | 7  | 5  | 6  | 6  | 6  | 6  | 5  | 5  | 6  | 6  | 7  | 7  | 6  | 7  | 6  | 7  |

Legenda:

Luogo: C = Casa; T = Trasferta. Risultato: V = Vittoria; N = Pareggio; P = Sconfitta.

### Statistiche dei giocatori
| Giocatore         | Regionalliga nord | Regionalliga nord | Regionalliga nord | Regionalliga nord | Coppa di Germania | Coppa di Germania | Coppa di Germania | Coppa di Germania | Totale   | Totale | Totale      | Totale     |
| Giocatore         | Presenze          | Reti              | Ammonizioni       | Espulsioni        | Presenze          | Reti              | Ammonizioni       | Espulsioni        | Presenze | Reti   | Ammonizioni | Espulsioni |
| ----------------- | ----------------- | ----------------- | ----------------- | ----------------- | ----------------- | ----------------- | ----------------- | ----------------- | -------- | ------ | ----------- | ---------- |
| B. Adrion         | 25                | 0                 | 4                 | 0                 | 1                 | 0                 | 0                 | 0                 | 26       | 0      | 4           | 0          |
| F. Agu            | 16                | 2                 | 0                 | 0                 | 0                 | 0                 | 0                 | 0                 | 16       | 2      | 0           | 0          |
| D. Ahrens         | 1                 | 0                 | 0                 | 0                 | 0                 | 0                 | 0                 | 0                 | 1        | 0      | 0           | 0          |
| Y. Akbel          | 16                | 1                 | 2                 | 0                 | 1                 | 0                 | 0                 | 0                 | 17       | 1      | 2           | 0          |
| P. Albrecht       | 0                 | 0                 | 0                 | 0                 | 0                 | 0                 | 0                 | 0                 | 0        | 0      | 0           | 0          |
| H. Ansorge        | 23                | 0                 | 4                 | 0                 | 1                 | 0                 | 0                 | 0                 | 24       | 0      | 4           | 0          |
| J. Arifi          | 14                | 5                 | 1                 | 0                 | 0                 | 0                 | 0                 | 0                 | 14       | 5      | 1           | 0          |
| F. Boll           | 31                | 4                 | 3                 | 1                 | 1                 | 0                 | 0                 | 0                 | 32       | 4      | 3           | 1          |
| M. Bounoua        | 32                | 4                 | 2                 | 0                 | 1                 | 0                 | 0                 | 0                 | 33       | 4      | 2           | 0          |
| H. Brückner       | 5                 | 0                 | 1                 | 0                 | 0                 | 0                 | 0                 | 0                 | 5        | 0      | 1           | 0          |
| F. Dröge          | 2                 | 0                 | 0                 | 0                 | 0                 | 0                 | 0                 | 0                 | 2        | 0      | 0           | 0          |
| M. Eger           | 19                | 1                 | 2                 | 0                 | 0                 | 0                 | 0                 | 0                 | 19       | 1      | 2           | 0          |
| M. Flatken        | 3                 | 0                 | 0                 | 0                 | 0                 | 0                 | 0                 | 0                 | 3        | 0      | 0           | 0          |
| R. Gunesch        | 33                | 2                 | 4                 | 0                 | 1                 | 0                 | 0                 | 0                 | 34       | 2      | 4           | 0          |
| R. Hanke          | 21                | 1                 | 1                 | 0                 | 0                 | 0                 | 0                 | 0                 | 21       | 1      | 1           | 0          |
| M. Hempen         | 0                 | 0                 | 0                 | 0                 | 0                 | 0                 | 0                 | 0                 | 0        | 0      | 0           | 0          |
| M. Hinzmann       | 1                 | 0                 | 0                 | 0                 | 1                 | 0                 | 1                 | 0                 | 2        | 0      | 1           | 0          |
| A. Hollerieth     | 29                | 0                 | 2                 | 0                 | 1                 | 0                 | 0                 | 0                 | 30       | 0      | 2           | 0          |
| F. Lechner        | 33                | 0                 | 11                | 0                 | 1                 | 0                 | 0                 | 0                 | 34       | 0      | 11          | 0          |
| A. Mayer          | 14                | 2                 | 3                 | 0                 | 0                 | 0                 | 0                 | 0                 | 14       | 2      | 3           | 0          |
| M. Mazingu-Dinzey | 25                | 6                 | 0                 | 0                 | 1                 | 0                 | 0                 | 0                 | 26       | 6      | 0           | 0          |
| M. Miletic        | 13                | 0                 | 1                 | 1                 | 1                 | 0                 | 0                 | 0                 | 14       | 0      | 1           | 1          |
| F. Morena         | 32                | 1                 | 8                 | 0                 | 1                 | 0                 | 0                 | 0                 | 33       | 1      | 8           | 0          |
| M. Nielsen        | 3                 | 0                 | 0                 | 0                 | 0                 | 0                 | 0                 | 0                 | 3        | 0      | 0           | 0          |
| R. Palikuca       | 25                | 2                 | 14                | 0                 | 1                 | 0                 | 1                 | 0                 | 26       | 2      | 15          | 0          |
| B. Pliquett       | 5                 | 0                 | 0                 | 0                 | 0                 | 0                 | 0                 | 0                 | 5        | 0      | 0           | 0          |
| R. Siberie        | 15                | 1                 | 3                 | 0                 | 0                 | 0                 | 0                 | 0                 | 15       | 1      | 3           | 0          |
| F. Smith          | 6                 | 0                 | 0                 | 0                 | 0                 | 0                 | 0                 | 0                 | 6        | 0      | 0           | 0          |
| I. Taljević       | 15                | 0                 | 0                 | 0                 | 0                 | 0                 | 0                 | 0                 | 15       | 0      | 0           | 0          |
| A. Trulsen        | 1                 | 0                 | 0                 | 0                 | 0                 | 0                 | 0                 | 0                 | 1        | 0      | 0           | 0          |
| C. Uilacan        | 9                 | 1                 | 3                 | 0                 | 0                 | 0                 | 0                 | 0                 | 9        | 1      | 3           | 0          |
| S. Wojcik         | 29                | 10                | 8                 | 0                 | 1                 | 0                 | 0                 | 0                 | 30       | 10     | 8           | 0          |